# James Warren (Philosophiehistoriker)
James Ian Warren (* 21. Juli 1974) ist ein britischer Klassischer Philologe und Philosophiehistoriker auf dem Gebiet der antiken Philosophie.

## Leben
Auf einen B.A. in Classics 1995 am Clare College der Universität Cambridge folgte 1996 ein MPhil in Classics mit Spezialisierung in antiker Philosophie an der Universität Cambridge. In derselben Ausrichtung zum Ph.D. promoviert wurde er ebendort 1999. Danach war er zunächst Research Fellow am Magdalene College, Cambridge, und ist seit 2001 Fellow des Corpus Christi College, Cambridge, sowie seit 2017 Professor of Ancient Philosophy (Assistant Lecturer 2001–2003, Lecturer 2003–2005 und Senior Lecturer 2005–2012 in Classics, Reader in Ancient Philosophy 2012–2017).
Warren arbeitet zu Epikur und dem Epikureismus, zu Demokrit und den Vorsokratikern, zu Platon und Aristoteles, zu Ciceros Tusculanae disputationes und zur Moralpsychologie (insbesondere zum Begriff des Bedauerns).

## Schriften (Auswahl)
Monographien
- Regret. A Study in Ancient Moral Psychology. Oxford University Press, Oxford 2021.
- The Pleasures of Reason in Plato, Aristotle, and the Hellenistic Hedonists. Cambridge University Press, Cambridge 2014.
- Presocratics. Acumen publishing und University of California Press, 2007.
  - Italienische Übersetzung: I Presocratici. Trad. di Guido Bonino. Einaudi, Turin 2009.
- Facing death: Epicurus and his Critics. Oxford University Press, Oxford 2004, Paperback 2006.
- Epicurus and Democritean Ethics: An Archaeology of Ataraxia. Cambridge University Press, Cambridge 2002, Paperback 2006.

(Mit)herausgeberschaften
- mit Charles Brittain (Hrsg.): Cicero’s Tusculan Disputations. Cambridge University Press, Cambridge  2025.
- mit Brad Inwood (Hrsg.): Body and Soul in Hellenistic Philosophy. Cambridge University Press, Cambridge 2020
- mit Jenny Bryan und Robert Wardy (Hrsg.): Authors and Authorities in Ancient Philosophy. Cambridge University Press, Cambridge 2018.
- mit Frisbee Sheffield (Hrsg.): The Routledge Companion to Ancient Philosophy. Routledge, London 2014.
- (Hrsg.): The Cambridge Companion to Epicureanism. Cambridge University Press, Cambridge 2009.